# Ardisia affinis
Ardisia affinis Hemsl. – gatunek roślin z rodziny pierwiosnkowatych (Primulaceae). Występuje naturalnie w Chinach – w prowincjach Guangdong, Hajnan, Hunan, Jiangxi oraz Kuangsi. 

## Morfologia
PokrójZimozielony półkrzew dorastający do 0,4 m wysokości.
LiścieBlaszka liściowa ma eliptyczny lub podługowato lancetowaty kształt. Mierzy 1,5–7 cm długości oraz 1–3 cm szerokości, jest całobrzega lub karbowana na brzegu, ma tępą lub klinową nasadę i tępy lub ostry wierzchołek. Ogonek liściowy jest nagi i ma 2–5 mm długości.
KwiatyZebrane w wierzchotkach wyrastających z kątów pędów. Mają działki kielicha o owalnym kształcie i dorastające do 1 mm długości. Płatki są owalne i mają białą barwę oraz 4 mm długości.
OwocPestkowce mierzące 7 mm średnicy, o kulistym kształcie i czerwonej barwie.

## Biologia i ekologia
Rośnie w lasach oraz na brzegach cieków wodnych. Występuje na wysokości od 100 do 600 m n.p.m.